# Vatica compressa
Vatica compressa är en tvåhjärtbladig växtart som beskrevs av Peter Shaw Ashton. Vatica compressa ingår i släktet Vatica och familjen Dipterocarpaceae. Inga underarter finns listade i Catalogue of Life.